# Coupe du Kazakhstan de football 1996-1997
Navigation
Édition précédente Édition suivante
La Coupe du Kazakhstan 1996-1997 est la 5e édition de la Coupe du Kazakhstan depuis l'indépendance du pays. Elle prend place du 7 mai 1996 au 26 avril 1997.
Cette édition concerne exclusivement les dix-neuf clubs de la première division 1996.
La compétition est initialement remportée par le Ielimaï Semeï, qui conserve son titre aux dépens du Mounaïshi Aqtaw en finale. Le club refuse cependant de recevoir la coupe des mains du président de la fédération kazakhe Kuralbev Ordabaïev en signe de protestation. En réponse, la fédération annonce l'annulation du résultat de la finale, qui est finalement rejouée par les deux demi-finalistes perdant, le Kaïrat Almaty et le Vostok-Adil Öskemen. Celle-ci s'achève sur la victoire du Kaïrat qui remporte sa deuxième coupe nationale et se qualifie pour la Coupe d'Asie des vainqueurs de coupe 1997-1998.

## Premier tour
En raison des multiples abandons, seule une rencontre est disputée au cours de ce tour le 7 mai 1996.
| Club                        | Score   | Club                     | Aller   | Retour        |
| --------------------------- | ------- | ------------------------ | ------- | ------------- |
| Kaynar Taldykourgan (D1)    | Forfait | (D1) Bolat Temirtaw (en) | Forfait | Forfait       |
| Kaïrat Almaty (D1)          | Forfait | (D1) Tselinnik Akmola    | Forfait | Forfait       |
| Gorniak Khromtaou (en) (D1) | 1 - 3   | (D1) Tobol Kostanaï      | 1 - 0   | 0 - 3 Forfait |

## Huitièmes de finale
Les matchs aller sont joués entre le 7 mai et le 7 juin 1996 et les matchs retour entre le 6 juin et le 26 juin suivants.
| Club                        | Score   | Club                         | Aller   | Retour        |
| --------------------------- | ------- | ---------------------------- | ------- | ------------- |
| Kokche Kökşetaw (D1)        | 2 - 4   | (D1) Ienbek Jezqazğan (en)   | 2 - 1   | 0 - 3 Forfait |
| Irtych Pavlodar (D1)        | 4 - 5   | (D1) Ielimaï Semeï           | 4 - 2   | 0 - 3         |
| Kaynar Taldykourgan (D1)    | 4 - 6   | (D1) Kaïrat Almaty           | 1 - 2   | 3 - 4         |
| Chakhtior Karagandy (D1)    | 3 - 2   | (D1) Aktioubinets Aktobe     | 3 - 1   | 0 - 1         |
| Taraz Djamboul (D1)         | 1 - 5   | (D1) Kaysar-Mounaï Kyzylorda | 1 - 2   | 0 - 3 Forfait |
| SKIF-Ordabasy Chimkent (D1) | 0 - 3   | (D1) Vostok Öskemen          | 0 - 0   | 0 - 3 Forfait |
| Mounaïshi Aqtaw (D1)        | 4 - 1   | (D1) Batyr Ekibastouz        | 3 - 0   | 1 - 4         |
| Tobol Kostanaï (D1)         | Forfait | (D1) Jiger Chimkent (ru)     | Forfait | Forfait       |

## Quarts de finale
Les matchs aller sont joués entre le 21 juin et le 13 août 1996 et les matchs retour entre le 12 juillet et le 17 août suivants.
| Club                         | Score  | Club                     | Aller | Retour |
| ---------------------------- | ------ | ------------------------ | ----- | ------ |
| Ienbek Jezqazğan (en) (D1)   | 1 - 4  | (D1) Ielimaï Semeï       | 2 - 1 | 1 - 3  |
| Kaïrat Almaty (D1)           | 4 - 2  | (D1) Chakhtior Karagandy | 4 - 1 | 0 - 1  |
| Kaysar-Mounaï Kyzylorda (D1) | 3 - 3E | (D1) Vostok Öskemen      | 2 - 2 | 1 - 1  |
| Mounaïshi Aqtaw (D1)         | 3 - 0  | (D1) Tobol Kostanaï      | 2 - 0 | 1 - 0  |

## Demi-finales
Les matchs aller sont joués le 16 novembre 1996 et les matchs retour le 20 novembre suivant.
| Club                     | Score | Club                 | Aller | Retour |
| ------------------------ | ----- | -------------------- | ----- | ------ |
| Ielimaï Semeï (D1)       | 3 - 2 | (D1) Kaïrat Almaty   | 2 - 1 | 1 - 1  |
| Vostok-Adil Öskemen (D1) | 2 - 5 | (D1) Mounaïshi Aqtaw | 0 - 1 | 1 - 4  |

## Finale
La finale de cette édition oppose initialement le Ielimaï Semeï, tenant du titre, au Mounaïshi Aqtaw. Avant le début de cette rencontre, prévue le 25 novembre 1996, les dirigeants des deux équipes appellent à la démission du président de la fédération kazakhe Kuralbev Ordabaïev, l'accusant de corruption ainsi que de mettre à mal le projet d'intégration du Kazakhstan à l'UEFA, annonçant de plus qu'aucun des deux clubs n'acceptera la remise de la coupe de ses mains en signe de protestation. Le match s'achève par la suite sur un succès 2-1 du Ielimaï qui, comme annoncé, décide de rentrer directement aux vestiaires dans la foulée. En réaction, la fédération annonce la disqualification des deux équipes tandis que la finale sera rejouée ultérieurement par les deux demi-finalistes malheureux.
Cette nouvelle finale oppose ainsi le Kaïrat Almaty au Vostok-Adil Öskemen. Les deux équipes disputent à cette occasion leur deuxième finale de coupe, le Kaïrat s'étant imposé lors de l'édition 1992 tandis que le Vostok-Adil l'a emporté en 1994.
La rencontre est disputée le 26 avril 1997 au stade central d'Almaty. L'ouverture du score intervient à la 26e minute de jeu lorsque Sergueï Klimov donne l'avantage au Kaïrat. Les Almatois font par la suite le break peu après l'heure de jeu par l'intermédiaire d'Anuar Nisanbaïev tandis que le Vostok-Adil s'avère incapable de revenir au score. Aucun nouveau but n'est inscrit par la suite tandis que le Kaïrat remporter sa deuxième coupe nationale.
| Entraîneur :            |
| Vladimir Nikitenko (ru) |

| Entraîneur :            |
| Sergueï Gorokhovodatski |

| Entraîneur :            |
| Vladimir Nikitenko (ru) |

| Entraîneur :            |
| Sergueï Gorokhovodatski |